# Біблійна хронологія
Біблійна хронологія — це історична послідовність і датування подій (хронологія), описаних в Біблії, а також наука, що досліджує й уточнює цю послідовність і датування.

## Загальні принципи
Для духовного та богословського розуміння Біблії хронологія має другорядне значення. Відповідно до історизму Святого Письма цілком достатньо загальної картини послідовності подій, як це подавалося в апостольській проповіді (Дії 7:2 і далі). Проте в ісагогіці і біблійній екзегетиці хронологія відіграє важливу роль. Уточнення послідовності біблійних подій та їхнє датування допомагає зв'язати їх із відповідним історичним контекстом, що, у свою чергу, проливає світло на розуміння священної історії. Питання біблійної хронології не відносяться до віровчення, а належать до галузі історичної біблійної критики.
У давнину і в Середні віки біблійна хронологія реконструювалася на підставі одного лише біблійного тексту, зокрема. на його числових даних. Найвідоміша з таких реконструкцій належала Ашеру (Ушер). Проте подібний метод слабкий через: а) хронологічні прогалини у Біблії, б) схематичний, узагальнений виклад багатьох подій, в) часте вживання символічних чисел, г) відсутність в Біблії і взагалі у Стародавньому світі єдиного літочислення. Тому хронологічні дані Писання доповнюються вивченням дат позабіблійних подій, синхронних подіям біблійним.